# Mundolsheim
Mundolsheim je občina v departmaju Bas-Rhin francoske regije Alzacija.
Leta 2011 je v občini živelo 4.867 oseb oz. 1.159 oseb/km².